# جيمس إي. دالتون
جيمس إي. دالتون (بالإنجليزية: James E. Dalton)‏ هو ضابط أمريكي، ولد في 17 أكتوبر عام 1930 في نيويورك في الولايات المتحدة.